# Eilema crassicosta
Eilema crassicosta là một loài bướm đêm thuộc phân họ Arctiinae, họ Erebidae.